# George Anthony Denison
George Anthony Denison, född 11 december 1805, död 21 mars 1896, var en brittisk kyrkoman.
Denison var inblandad i en rad teologiska och kyrkopolitiska strider, och företrädde en utpräglad högkyrklig ståndpunkt och motarbetade såväl den moderna teologin som alla krav på en från kyrkan skild undervisning. Denison var även en ivrig ritualist.